# Santa Ana, Cagayan
Santa Ana là một đô thị loại 3 thuộc tỉnh Cagayan, Philippines. Theo điều tra dân số năm 2000, đô thị này có dân số 21,612 người trong 4.101 hộ.

## Các khu phố (barangay)
Santa Ana được chia thành 16 khu phố (barangay).
| - Casagan - Casambalangan (Port Irene) - Centro (Pob.) - Diora-Zinungan - Dungeg - Kapanikian - Marede - Palawig | - Batu-Parada - Patunungan - Rapuli (Punti) - San Vicente (Fort) - Santa Clara - Santa Cruz - Visitacion (Pob.) - Tangatan |